# Rivière Boulanger
Pour les articles homonymes, voir Boulanger (homonymie).
La rivière Boulanger est un affluent de la rivière Chatignies, coulant sur la rive nord du fleuve Saint-Laurent, dans le territoire non organisé de Lac-au-Brochet, dans la municipalité régionale de comté (MRC) de La Haute-Côte-Nord dans la région administrative de la Côte-Nord, au Québec, au Canada.
La partie inférieure du bassin versant de la rivière Boulanger est desservie indirectement par une route forestière qui remonte généralement la rive sud-ouest de la rivière des Escoumins, venant du sud où elle se relie à la route 138 au village des Escoumins. D’autres routes forestières secondaires desservent le versant de la rivière Boulanger,,.
La foresterie est la principale activité économique de ce bassin versant ; les activités récréotouristiques, en second.
La surface de la rivière de la rivière Boulanger est habituellement gelée de la fin novembre au début avril, toutefois la circulation sécuritaire sur la glace se fait généralement de la mi-décembre à la fin mars.

## Géographie
La rivière Boulanger prend sa source à l’embouchure d’un lac non identifié (longueur : 0,4 m ; altitude : 540 m). Ce lac est enclavé par des montagnes dont un sommet atteint (altitude : 650 m) à 1,1 km au sud-est du lac.
À partir de l’embouchure de ce lac de tête, la rivière Boulanger coule sur 5,3 km vers l'est dans une petite plaine enclavée par les montagnes, selon les segments suivants :
- 1,5 km vers l’est, jusqu’à la décharge du lac du Partage (venant du sud-ouest) ;
- 1,0 km vers l’est, jusqu’à la décharge (venant du sud-ouest) des lacs de la Passe, Frêle et Deschênes ;
- 2,8 km vers l'est en traversant sur 0,7 km une zone de marais vers la fin de ce segment, jusqu’à son embouchure[2].

La rivière Boulanger se déverse sur la rive sud de la rivière Chatignies en zone de marais. De là, cette dernière s’écoule sur 2,4 km vers l'est en traversant les « Eaux mortes à Luma », jusqu’à sa confluence avec la rivière des Escoumins. Cette dernière coule sur 43,1 généralement vers l'est jusqu’à sa confluence avec la baie des Escoumins (fleuve Saint-Laurent) au village des Escoumins.
La confluence de la rivière Boulanger est située à 3,4 km à l'ouest du lac Maclure, à 34,8 km au nord-ouest du centre du village des Bergeronnes, à 38,6 km au nord-ouest du centre du village de Tadoussac ; et à 62,5 km du centre du village de Forestville.

## Toponymie
Le toponyme « rivière Boulanger » a été officialisé le 8 juillet 1982 à la Banque des noms de lieux de la Commission de toponymie du Québec.